# Pittsville, Wisconsin
Pittsville là một thành phố thuộc quận Wood, tiểu bang Wisconsin, Hoa Kỳ. Năm 2000, dân số của thành phố này là 866 người.